# 戴利·丽陶
戴利·丽陶（匈牙利語：Deli Rita，1972年8月21日—），生于陶陶巴尼奧，匈牙利女子手球运动员。她曾代表匈牙利国家队参加2000年夏季奥林匹克运动会手球比赛，获得一枚银牌。